# Hirohito Shinohara
Hirohito Shinohara (japanisch 篠原 宏仁 Shinohara Hirohito; * 30. November 1993 in Tsukuba) ist ein japanischer Fußballspieler.

## Karriere
Shinohara erlernte das Fußballspielen in der Jugendmannschaft von Kashiwa Reysol und der Universitätsmannschaft der Kansai-Universität. Seinen ersten Vertrag unterschrieb er 2016 bei Renofa Yamaguchi FC. Der Verein spielte in der zweithöchsten Liga des Landes, der J2 League. 2017 wechselte er nach Fujieda zum Drittligisten Fujieda MYFC. Für Fujieda absolvierte er vier Ligaspiele. 2018 unterschrieb er einen Vertrag beim Viertligisten Verspah Ōita. Bei dem Verein aus Yufu stand er bis Ende 2023 unter Vertrag. Für den Verein bestritt er 137 Ligaspiele. Zu Beginn der Saison 2024 unterschrieb er einen Vertrag beim Fünftligisten aries Toshima. Mit dem Verein spielt er in der Kanto Soccer League (Div.1).